# Lao Bảo
Lao Bảo là một thị trấn biên giới thuộc huyện Hướng Hóa, tỉnh Quảng Trị, Việt Nam.

## Địa lý
Thị trấn Lao Bảo là đô thị biên giới nằm tại phía tây tỉnh Quảng Trị, cách thành phố Đông Hà 83 km, cách thị trấn Khe Sanh 20 km về phía tây, có vị trí địa lý:
- Phía đông giáp xã Tân Thành
- Phía tây và phía nam giáp Lào
- Phía bắc giáp xã Hướng Phùng.

Thị trấn có diện tích 17,17 km², dân số năm 2020 là 12.862 người, mật độ dân số đạt 749 người/km².
Thị trấn Lao Bảo cách thành phố Đông Hà theo đường Quốc lộ 9 đi về hướng Nam Lào hơn 80 km. Thị trấn có khoảng 9 km đường biên giới Việt Nam – Lào, trong đó có một đoạn là dòng sông Xê Pôn (một phụ lưu của sông Mê Kông), bên kia biên giới là tỉnh Savannakhet.

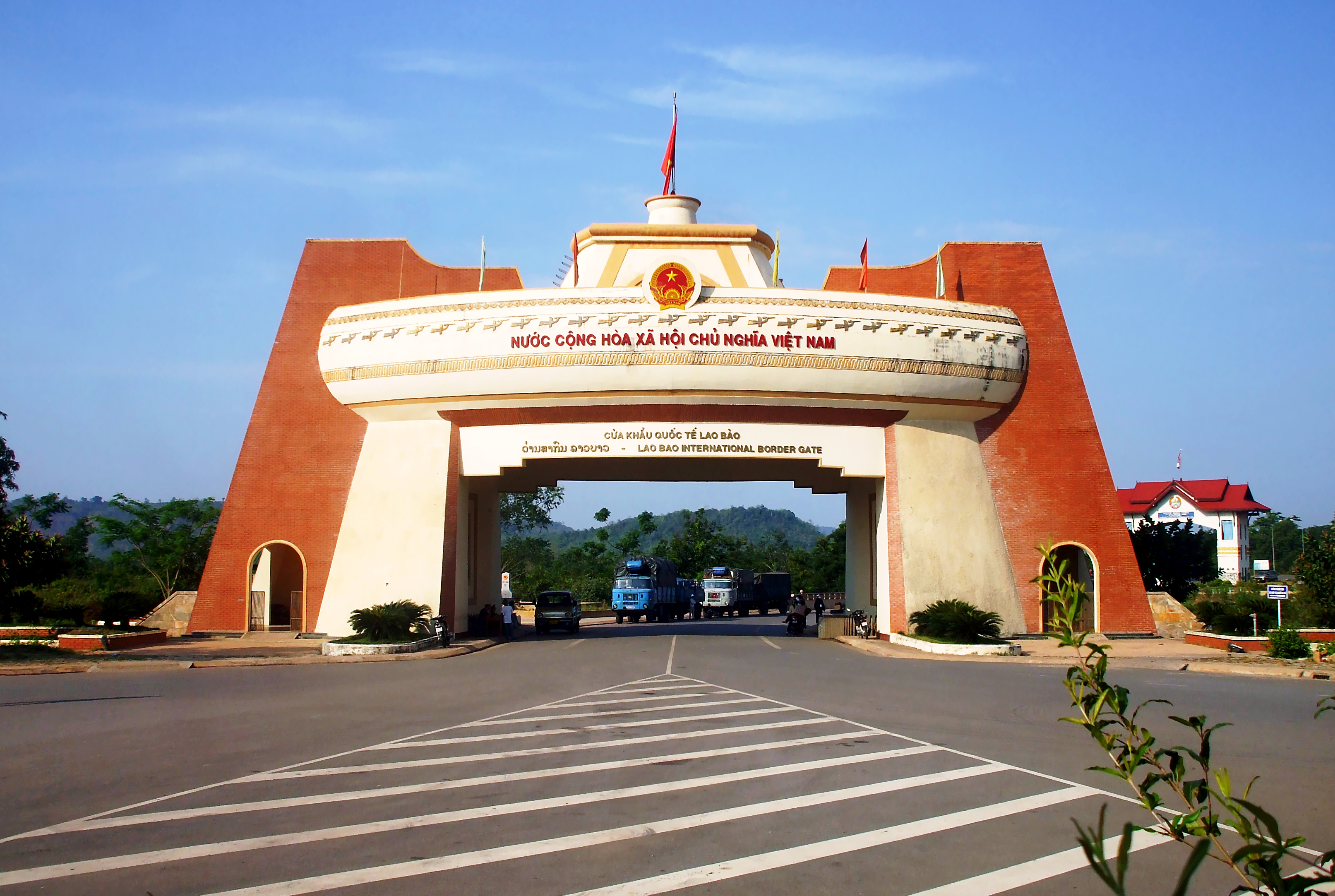
Cửa khẩu quốc tế Lao Bảo

Địa hình tự nhiên của Lao Bảo có sông Xê Pôn ngăn cách biên giới giữa hai nước Lào- Việt.

## Hành chính
Thị trấn Lao Bảo được chia thành 11 khu phố: An Hà, Cao Việt, Duy Tân, Ka Tăng, Ka Túp, Khe Đá, Tân Kim, Tây Chín, Trung Chín, Vĩnh Đông, Xuân Phước.

## Lịch sử
Thị trấn Lao Bảo được thành lập vào ngày 1 tháng 8 năm 1994 theo Quyết định số 79-CP của Chính phủ trên cơ sở toàn bộ diện tích và dân số của xã Tân Phước.

## Kinh tế
Ngày 12 tháng 11 năm 1998, Thủ tướng Chính phủ Việt Nam ban hành Quyết định 219/1998/QĐ-TTg về Quy chế khu vực khuyến khích phát triển kinh tế và thương mại Lao Bảo. Quy chế này được sửa đổi, bổ sung vào ngày 11 tháng 1 năm 2002 theo Quyết định số 08/2002/QĐ-TTg.
Sau đó, ngày 12 tháng 1 năm 2005, Thủ tướng Chính phủ Việt Nam đã ban hành Quyết định số 11/2005/QĐ-TTg về Quy chế Khu Kinh tế - Thương mại đặc biệt Lao Bảo.

## Văn hóa - du lịch
Thị trấn Lao Bảo có nhiều di tích lịch sử, văn hóa như: Nhà tù Lao Bảo, căn cứ Khe Sanh, căn cứ làng Vây, sân bay Tà Cơn, suối La La, sông Xê Pôn,... nhiều bản làng dân tộc, nơi hội tụ các dân tộc Pa Cô, Vân Kiều cùng với cảnh quan thiên nhiên đẹp như: hồ Tân Độ, hồ Rào Quán, hồ Khe Sanh, hồ công viên Lao Bảo, suối La La, thác Ồ Ồ ,Chợ phiên biên giới Lao Bảo, Phố đi bộ Nguyễn Huệ(tổ chức vào các dịp lễ lớn của dân tộc) gần đây vào ngày Giải phóng miền Nam thống nhất đất nước từ ngày 29/4/2025-30/4/2025 .

## Hình ảnh

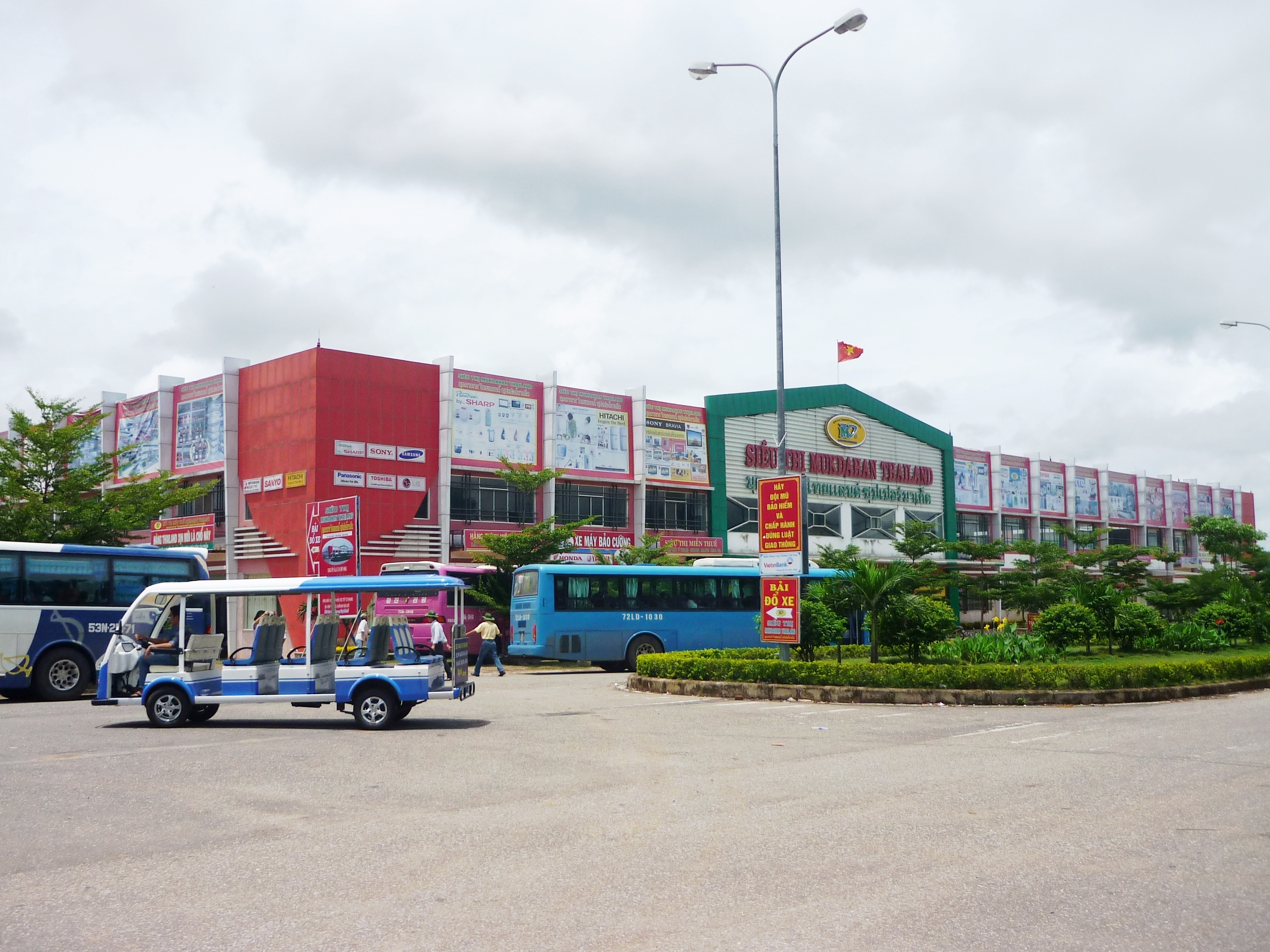
Siêu thị Mukdahan tại Lao Bảo
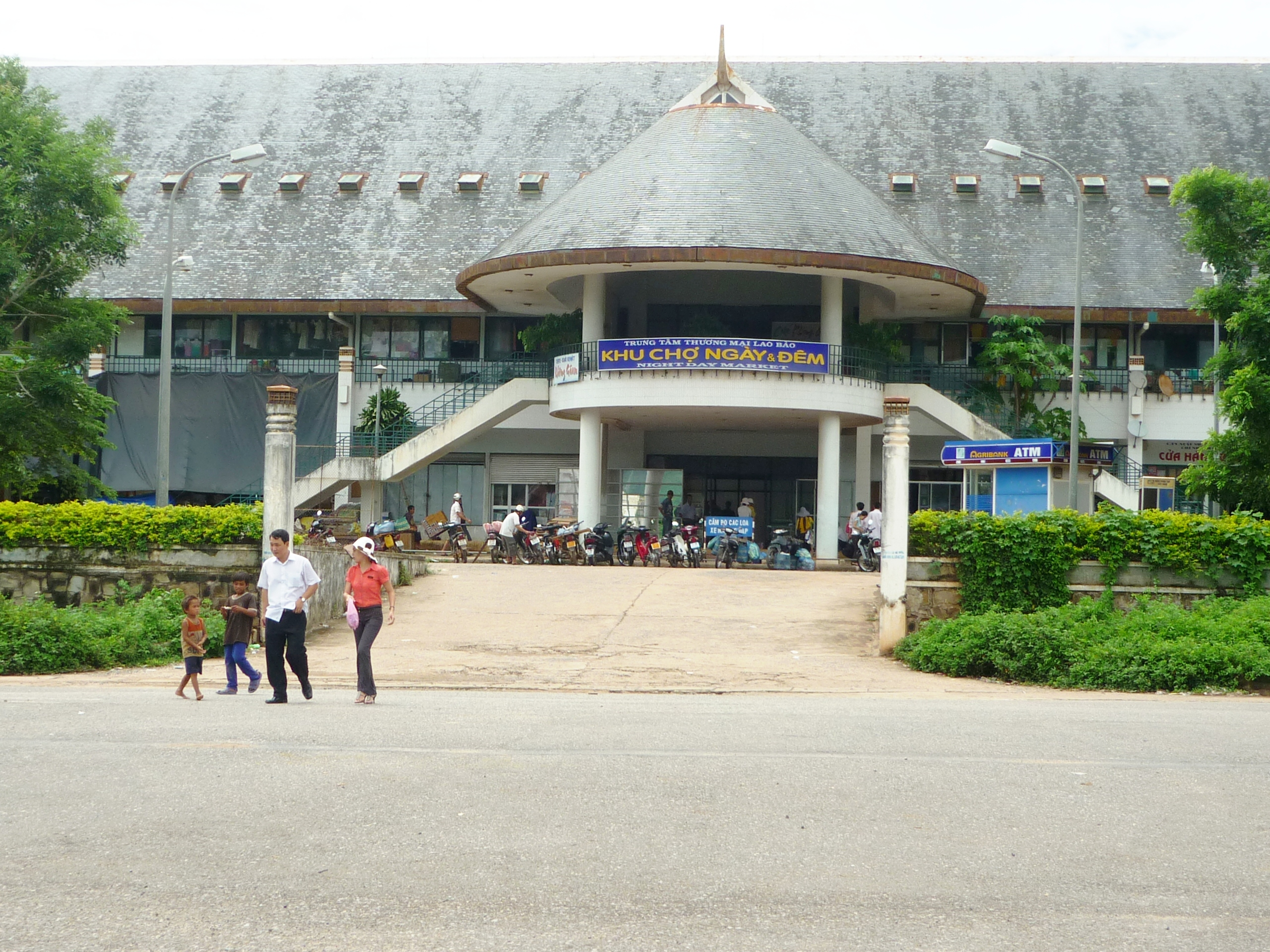
Khu chợ Lao Bảo
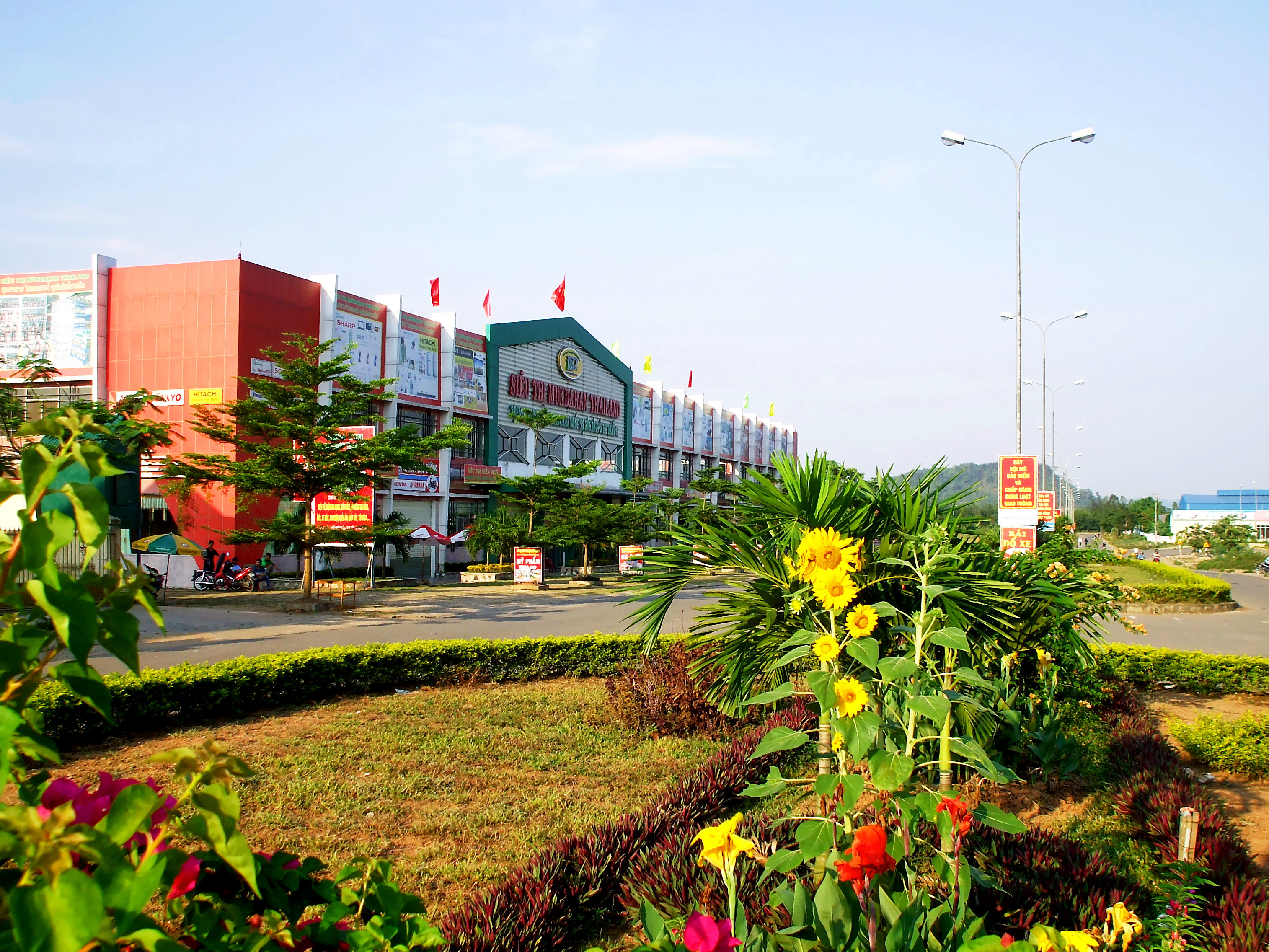
Một góc thị trấn Lao Bảo
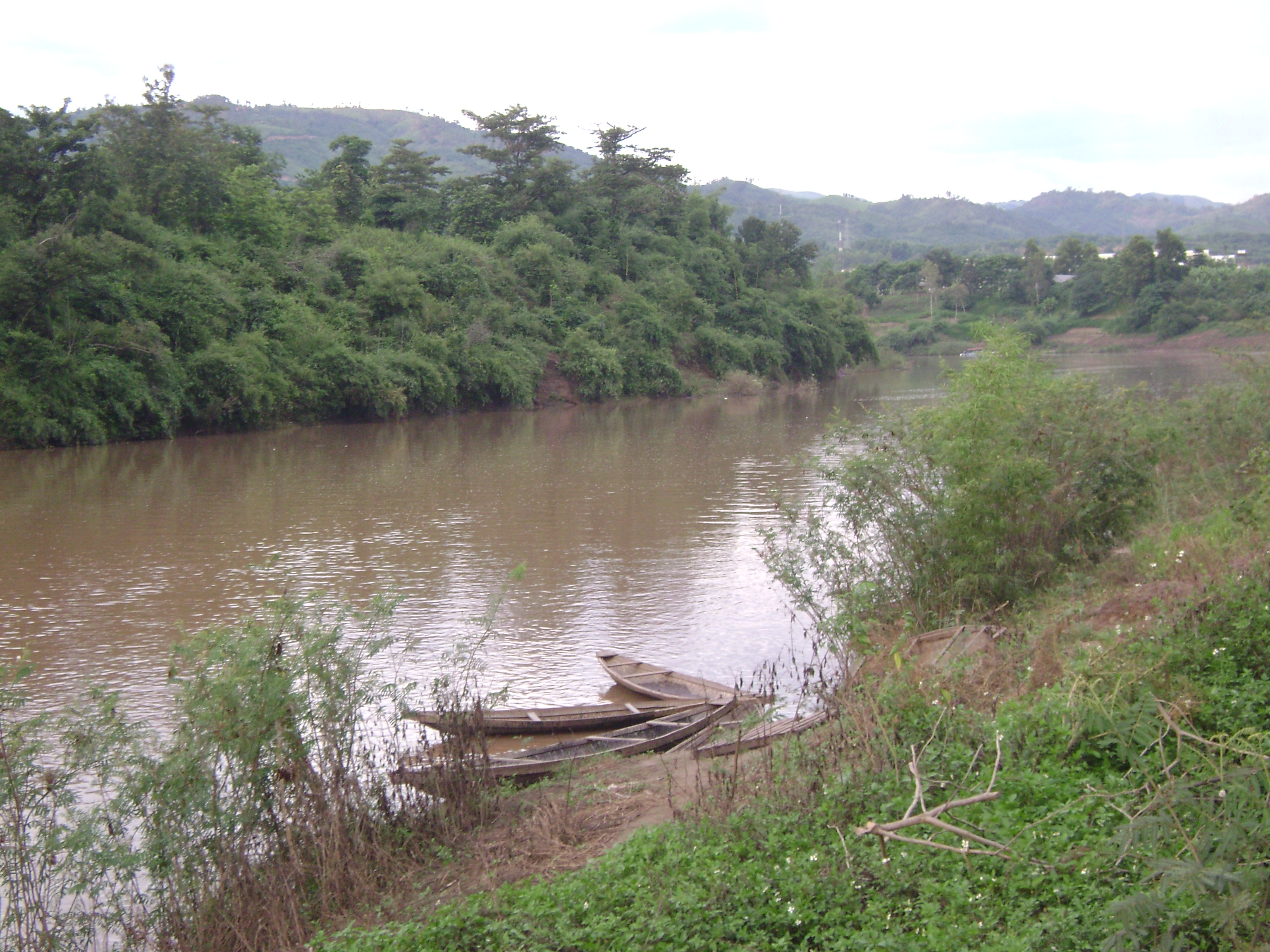
Sông Sepon ở Lao Bảo